# Wasyl Sanguszko
Wasyl Sanguszko († vers 1558), prince de la famille Sanguszko.

## Biographie
Il est le fils de Michał Sanguszkowic, prince de Ratnie

## Mariage et descendance
Il épouse Anna Skoruć. Ils ont pour enfants:
- Hrihory Sanguszko (pl) (1530-1555),
- Hanna Sanguszko (ur. po 1530),
- Maryna Sanguszko (ur. po 1530),
- Magdalena Sanguszko (ur. po 1530)

## Sources
- (pl) Cet article est partiellement ou en totalité issu de l’article de Wikipédia en polonais intitulé « Wasyl Sanguszko » (voir la liste des auteurs).